# Trachea similis
Trachea similis là một loài bướm đêm trong họ Noctuidae.